# Unghieră

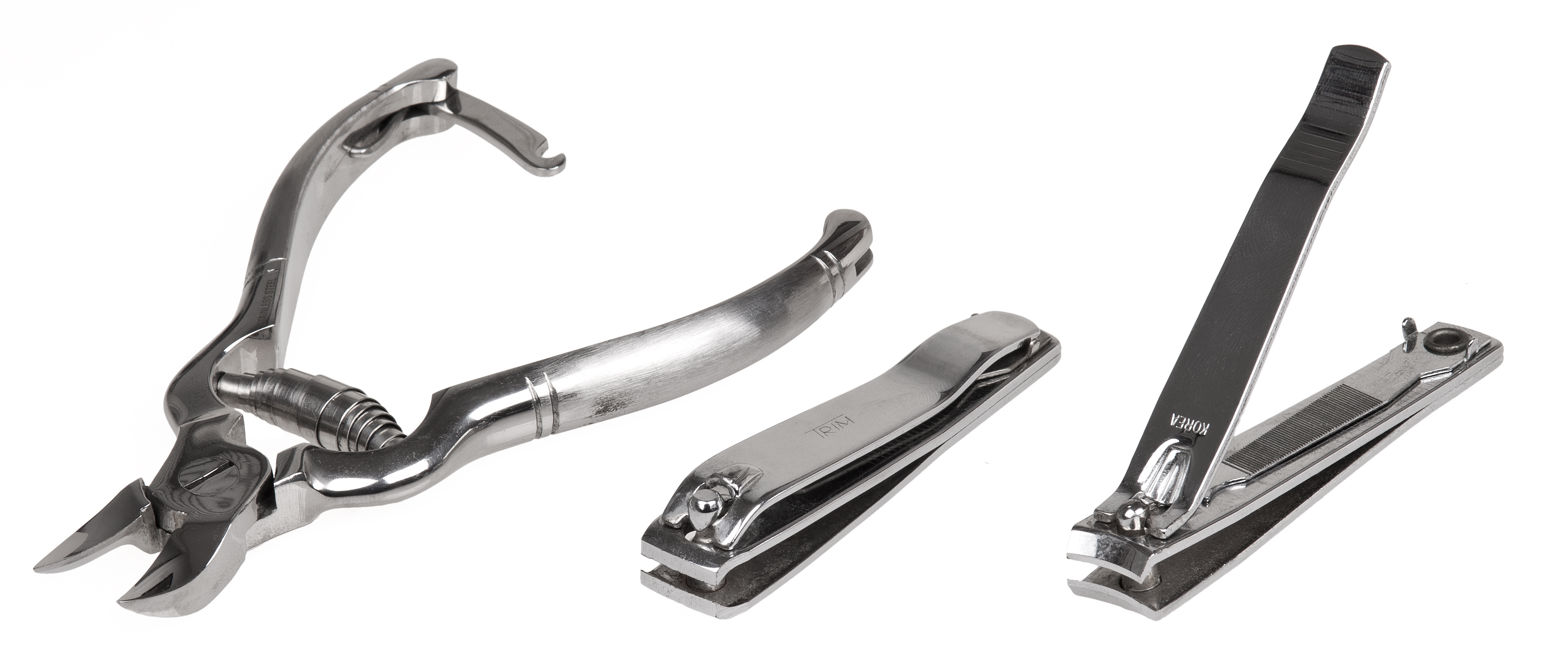
Forfecuță de unghii (stânga) și unghiere (închisă și deschisă)

Unghiera este un instrument folosit pentru tăierea unghiilor de la mâini și de la picioare.
Nu este clar când și de cine a fost inventată unghiera, dar la sfârșitului secolului al XIX-lea în SUA au fost acordate brevete de îmbunătățire a unghierei.

## Design
Unghierele sunt adesea fabricate din oțel inoxidabil, dar pot fi găsite și variante din aluminiu sau plastic. 
Funcționează după principiul levierului compus. Unul din brațele levierului este de obicei rotabil la 360°, care la folosire este învârtit în așa fel încât să lucreze ca o pârghie.